# Gebietsänderungen in den Niederlanden
Die Übersicht zu den Gebietsänderungen in den Niederlanden gibt einen Überblick über die wichtigsten administrativen Gebietsänderungen, die von 1812 bis heute im Gebiet der heutigen Niederlande durchgeführt wurden.

## Provinzen

### Zur Geschichte der Provinzen

#### Départements
Im Jahr 1812 – mit dem Beginn der Gemeindelisten – war das Gebiet der heutigen Niederlande in Départements eingeteilt:
| Niederländische Provinzbezeichnung | Département(s); Anmerkungen                                                          |
| ---------------------------------- | ------------------------------------------------------------------------------------ |
| Drenthe                            | Südlicher Teil des Départements Ems-Occidental                                       |
| Fryslân                            | Département Frise                                                                    |
| Gelderland                         | Département Yssel-Supérieur Gebiet südlich des Waals: Département Bouches-du-Rhin    |
| Groningen                          | Nördlicher Teil des Départements Ems-Occidental                                      |
| Limburg                            | Nördlicher Teil: Département de la Roer Südlicher Teil: Département Meuse-Inférieure |
| Noord-Brabant                      | Département Bouches-du-Rhin Westlicher Teil: Département Deux-Nèthes                 |
| Noord-Holland                      | Nördlicher Teil des Départements Zuyderzée                                           |
| Overijssel                         | Département Bouches-de-l’Yssel                                                       |
| Utrecht                            | Südöstlicher Teil des Départements Zuyderzée                                         |
| Zeeland                            | Département Bouches-de-l’Escaut Zeeuws Vlaanderen: Département Escaut                |
| Zuid-Holland                       | Département Bouches-de-la-Meuse                                                      |

Es gab vor allem auf dem Gebiet der heutigen Provinz Nordbrabant in der damaligen Zeit einige Umgliederungen, auch in das neue Département Meuse-et-Ourthe.

#### Anzahl der Provinzen
Im Grundgesetz vom März 1814 wurde die (erneute) Bildung von 9 Provinzen mit Wirkung vom 1. Mai 1814 bekannt gegeben. Im Grundgesetz vom August 1815 wurde nach dem Hinzukommen des Gebiets, das später zum selbständigen Staat Belgien wurde, insgesamt 19 Provinzen benannt. Von diesen gehörten 10 zum Gebiet der heutigen Niederlande. Die Provinz Limburg wurde am 9. Oktober 1815 gebildet.
Offiziell wurde die Provinz Holland im Jahr 1840 in die neuen Provinzen Noord-Holland und Zuid-Holland aufgeteilt. In beiden Gebieten gab es allerdings bereits seit 1814 eine voneinander unabhängige selbständige Verwaltung. Von 1840 an gab es in den Niederlanden somit 11 Provinzen, bis im Jahr 1986 Flevoland hinzukam und zur bis heute gültigen Anzahl von 12 Provinzen führte.

#### Namen der Provinzen
- Drenthe: Der Name wurde anfangs auch inoffiziell Drente geschrieben.
- Fryslân: In den Grundgesetzen von 1814, 1815 und 1840 wurde der Name mit Vriesland angegeben. Im Grundgesetz von 1848 taucht er erstmals mit der Schreibweise Friesland auf. Diese Schreibweise galt bis zum 1. Januar 1997, als der Name der Provinz offiziell in Fryslân geändert wurde.
- Limburg: Der Name der Provinz hieß offiziell Hertogdom Limburg, bis er im Grundgesetz von 1887 in Limburg geändert wurde. Amtliche Veröffentlichungen trugen noch bis 1906 die Provinzbezeichnung Hertogdom Limburg.
- Noord-Brabant: Im Grundgesetz von 1814 heißt die Provinz Braband. Dieser Name wurde im Grundgesetz vom August 1815 in Noord-Braband geändert, da es im belgischen Teil des damaligen Staatsgebietes ebenfalls eine Provinz gab, die als Zuid-Braband bezeichnet wurde. Im Grundgesetz von 1848 wurde die Schreibweise in Noordbrabant geändert. Die Provinz selbst schrieb ihren Namen Noord-Brabant. Diese Schreibweise kam in den gesamten Niederlanden immer mehr in Gebrauch, wurde allerdings erst im Provinzgesetz von 1962 offiziell bestätigt. Der im Oktober 2001 gestartete Versuch, den Provinznamen in Brabant zu ändern, scheiterte.
- Noord-Holland: Bei der Aufteilung der Provinz Holland im Jahr 1840 war die Schreibweise der Provinz Noord-Holland. Im Grundgesetz von 1848 wurde die Schreibweise in Noordholland geändert. Die Provinz übernahm diese Schreibweise erst im Jahr 1865. Im Provinzgesetz von 1962 wurde die Schreibweise in Noord-Holland geändert.
- Overijssel: Der Name wurde anfangs auch inoffiziell Overijsel geschrieben.
- Zuid-Holland: Bei der Aufteilung der Provinz Holland im Jahr 1840 war die Schreibweise der Provinz Zuid-Holland. Im Grundgesetz von 1848 wurde die Schreibweise in Zuidholland geändert. Die Provinz hat diese Schreibweise nie übernommen. Im Provinzgesetz von 1962 wurde die Schreibweise in Zuid-Holland geändert.

### Niederländische und deutsche Bezeichnungen der niederländischen Provinzen
| Niederländische Provinzbezeichnung | Deutsche Provinzbezeichnung            |
| ---------------------------------- | -------------------------------------- |
| Drenthe                            | Drente                                 |
| Flevoland (ab 1986)                | Flevoland                              |
| Friesland (bis 1996)               | Friesland                              |
| Fryslân (ab 1997)                  | Friesland                              |
| Gelderland                         | Gelderland                             |
| Groningen                          | Groningen                              |
| Limburg                            | Limburg                                |
| Noord-Brabant                      | Nordbrabant                            |
| Noord-Holland                      | Nordholland                            |
| Overijssel                         | Overijssel, Oberissel oder Obere Issel |
| Utrecht                            | Utrecht                                |
| Zeeland                            | Zeeland oder Seeland                   |
| Zuid-Holland                       | Südholland                             |

## Gemeinden

### 1812 und die folgenden Jahre
Während in Frankreich und auch in den Ländern Rheinland-Pfalz und Schleswig-Holstein der Bundesrepublik Deutschland die Anzahl der Gemeinden über die letzten beiden Jahrhunderte nicht besonders abgenommen hat, gibt es in den Niederlanden Bestrebungen, diese anzahl drastisch zu reduzieren und möglichst Großgemeinden zu bilden.
Die Einteilung der Gemeindegebiete, die am 1. Januar 1812 ihren Abschluss fand, geht auf den Einfluss der Franzosen zurück. Während sie in Holland und Utrecht die Anzahl der bisherigen Gemeinden in etwa halbiert wurde, wurden die sehr großen Gemeindegebiete in Friesland und in Teilen Gelderlands neu aufgeteilt, sodass die Gesamtzahl der Gemeinden dort zum Teil beträchtlich wuchs. In den anderen Gebieten gab es keine besonderen Veränderungen.
Als die Niederlande gegen Ende des Jahres 1813 wieder zu einem selbständigen Staat wurden, wurden etliche der von den Franzosen erlassenen gesetzlichen Bestimmungen und Regelungen wieder aufgehoben. So wurden aus den Einheitsgemeinden wieder städtische und Landgemeinden. Auch die besonderen Rechte des Adels wurden wieder respektiert. So wurden beispielsweise zwei Gemeinden ohne einen einzigen Einwohner (Tempel und De Vennip) neu gebildet, weil Adlige versprachen, für die Verwaltung dieser Gebiete Sorge zu tragen. So konnte denjenigen deren eigene Gemeinden nicht verweigert werden. Gemeindegebiete durften nur noch durch einen königlichen Beschluss geändert werden. Die Änderungen der französischen Gebietseinteilung fand in den verschiedenen Provinzen zu unterschiedlichen Zeiten statt.
| Provinz         | Datum des königlichen Beschlusses | Wirksam- keitsdatum | Anzahl der Gemeinden vor der Änderung | Änderung der Anzahl der Gemeinden |
| --------------- | --------------------------------- | ------------------- | ------------------------------------- | --------------------------------- |
| Drenthe         | 14.11.1815                        | 13.07.1819          | 29                                    | + 4                               |
| Friesland       | 09.03.1815                        | 01.10.1816          | 43                                    | − 48                              |
| Gelderland      | 11.02.1817                        | 01.01.1818          | 144                                   | − 22                              |
| Groningen       | 24.12.1818                        | keine Änder.        | 62                                    | ± 0                               |
| Holland (Noord) | 13.12.1815                        | 01.05.1817          | 105                                   | + 44                              |
| Holland (Zuid)  | 07.03.1816                        | 01.04.1817          | 154                                   | + 101                             |
| Limburg         | 18.04.1818                        | 01.01.1821          | 125                                   | + 1                               |
| Noord-Brabant   | 08.05.1819                        | 01.01.1821          | 189                                   | − 3                               |
| Overijssel      | 24.11.1815                        | 01.07.1818          | 52                                    | + 10                              |
| Utrecht         | 14.11.1815                        | 01.01.1818          | 55                                    | + 43                              |
| Zeeland         | 24.11.1815                        | 01.01.1816          | 135                                   | − 18                              |

### Gemeindenamen
In den Niederlanden gibt es keine Instanz, die die offizielle Schreibweise der Namen der Gemeinden festlegt. Es gab über all die Jahre hinweg niemals ein Gesetz oder einen Beschluss zur juristisch korrekten Schreibweise der Namen. Allerdings wurden in Einzelfällen Gemeindenamen per Gesetz geändert. Eine Liste mit der offiziellen Schreibweise aller Gemeindenamen gibt es bis heute nicht. Im Verlauf der Jahre gab es jedoch Listen mit per Gesetz festgelegten Gemeindenamen in den Jahren 1828, 1877 und 1933 sowie mit der Neueinteilung von Gemeinden in den Jahren 1852, 1859, 1878 und 1896. Auch wurden Gemeindenamen in einer jeweils bestimmten Schreibweise in den Veröffentlichungen zu den Volkszählungen angegeben. Doch blieb die Schreibweise nicht konstant über die Jahre hinweg. So hießen Gemeinden Rhijnsburg neben Rijnsburg, Beide Katwijken en het Zand neben Katwijk, Rucphen neben Sprundel und Ooster- en Westerblokker neben Blokker. Hingegen handelt es sich bei den Gemeinden Borsele und Borssele um unterschiedliche Gemeinden, die zu verschiedenen Zeiten bestanden haben bzw. bestehen.
In den früheren Zeiten hatten Gemeinden, die aus mehreren Dörfern bestanden, einen Namen, der aus den Namen dieser Dörfer zusammengesetzt war. Als Beispiele seien hier aufgeführt:
- Westwoud, Binnenwijzend en Oudijk, später Westwoud
- Duist, de Haar en Zevenhuizen, später Duist
- Beide Katwijken het Het Zand, später Katwijk

Diese Namen gab es vor allem in Holland, Zeeland und Noord-Brabant, eher seltener in Utrecht und Gelderland. Ihre Anzahl belief sich auf etwa 200. Die meisten Mehrfachnamen wurden um 1850 eliminiert. Bei der Volkszählung im Jahr 1849 wurde oft die Schreibweise c.a. (mit Anhang, lat.: cum annexis) hinter dem Hauptnamen gewählt. Nordbrabant war die einzige Provinz, in der in vielen Fällen die Mehrfachnamen bis in die moderne Zeit beibehalten wurden. So gab es bis 1908 sogar einen Vierfachnamen einer Gemeinde (Drongelen, Haagoord, Gansoijen en Doeveren), der im selben Jahr in Drongelen geändert wurde. Für die verbliebenen Mehrfachnamen benutzte man in Listen die Schreibweisen c.a. und c.s. Die Gemeinde Kollumerland en Nieuwkruisland wählte, obwohl dies der amtliche Name der Gemeinde war, im täglichen Gebrauch die Bezeichnung Kollumerland c.a.
In der zweiten Hälfte des 19. Jahrhunderts gab es Listen mit Gemeindenamen, die in der Zukunft gelten sollten, z. B. Alfen statt Alphen und Zon statt Son, die das CBS bei der Vorstellung der Volkszählungsergebnisse vom 31. Dezember 1920 benutzte.
Im Jahr 1934 hat das niederländische Kultusministerium eine Liste mit Gemeindenamen veröffentlicht. Diese war nicht verpflichtend.
Im Jahr 1936 wurde von der Koninklijk Nederlandsch Aardrijkskundig Genootschap eine Liste mit 40.000 geographischen Namen ausgegeben. Diese basierte auf sprachkundlichen Prinzipien mit einer historischen Herleitung. Dies führte zu Namen wie beispielsweise Zieriksee statt Zierikzee, Ouwerschie statt Overschie, Adeward statt Aduard, Gorkum statt Gorinchem, Deutekom statt Doetinchem und Goeree statt Goedereede. Es wurden auch alle Mehrfachnamen vereinfacht: Bleskensgraaf en Hofwegen wurde zu Bleskensgraaf, Nieuw- en Sint Joosland wurde zu Sint Joosland usw. Die Namen auf der Liste konnten sich in der Regel nicht durchsetzen.
Im Jahr 1947 wurde vom Innenministerium eine Kommission eingesetzt, die die Namen der niederländischen Gemeinden festlegen sollte, doch die Namensliste kam nie zustande. In Nordbrabant wurde eine Liste mit Vorschlägen für die Festlegung der Namen von 54 Gemeinden dieser Provinz erstellt. Diese Liste wurde abgelehnt. Der Kleine Bosatlas (ein Schulatlas) benutzte in seiner 55. Ausgabe die Vorschläge der Darmsteegt-Kommission aus dem Jahr 1974. Nach heftiger Kritik wurde eine zweite Auflage der 55. Ausgabe mit den klassischen Namen veröffentlicht.
Es gab im Lauf der Zeit mehrere Gemeinden, die ihren Namen offiziell ändern wollten. So wurde etwa im Jahr 1905 der Name Oost- en West-Barendrecht offiziell in Barendrecht und im Jahr 1932 der Name Rosendaal in Rozendaal geändert.
Im Gesetz über allgemeine Regelungen bei Neugliederungsmaßnahmen (niederländisch Wet Algemene Regels Herindeling (Wet-Arhi)) aus dem Jahr 1991 steht im Artikel 53, dass eine neu gebildete Gemeinde das Recht hat, den Gemeindenamen mindestens ein Jahr nach dem Fassen des entsprechenden Ratsbeschlusses zu ändern. Im Jahr 1994 wurde das Namensänderungsrecht auch auf die Gemeinden außerhalb von Neugliederungsgebieten ausgedehnt. Die ersten Gemeinden, die hiervon Gebrauch gemacht haben, waren die Gemeinden St. Anthonis (Änderung in Sint Anthonis) und Bergeyk (Änderung in Bergeijk).

### Gemeinden mit demselben Namen
In den Niederlanden gab und gibt es Gemeinden, die denselben Namen tragen. Es sind dies:
| Name          | 1. Gemeinde                  | 2. Gemeinde              | 3. Gemeinde            |
| ------------- | ---------------------------- | ------------------------ | ---------------------- |
| Aalst         | Gelderland                   | Noord-Brabant            |                        |
| Achttienhoven | Utrecht                      | Zuid-Holland             |                        |
| Alphen        | Gelderland                   | Zuid-Holland             |                        |
| Beek          | Gelderland                   | Limburg                  | Noord-Brabant          |
| Bergen        | Limburg                      | Noord-Holland            |                        |
| Hengelo       | Gelderland                   | Overijssel               |                        |
| Heusden       | Gelderland                   | Noord-Brabant            |                        |
| Hoogeveen     | Drenthe                      | Zuid-Holland, Delfland   | Zuid-Holland, Rijnland |
| Kessel        | Limburg                      | Noord-Brabant            |                        |
| Laren         | Gelderland                   | Noord-Holland            |                        |
| Loenen        | Gelderland                   | Utrecht                  |                        |
| Middelburg    | Zeeland                      | Zuid-Holland             |                        |
| Naaldwijk     | Zuid-Holland, Alblasserwaard | Zuid-Holland, Delfland   |                        |
| Nieuwland     | Zeeland                      | Zuid-Holland             |                        |
| Oosterwolde   | Friesland                    | Gelderland               |                        |
| Rijswijk      | Noord-Brabant                | Zuid-Holland             |                        |
| Scharwoude    | Noord-Holland, bei Hoorn     | Noord-Holland, Langedijk |                        |
| Serooskerke   | Zeeland, Schouwen            | Zeeland, Walcheren       |                        |
| Sloten        | Friesland                    | Noord-Holland            |                        |
| Stein         | Limburg                      | Zuid-Holland             |                        |
| Tienhoven     | Utrecht                      | Zuid-Holland             |                        |
| Valkenburg    | Limburg                      | Zuid-Holland             |                        |
| Valkenisse    | Zeeland, Walcheren           | Zeeland, Zuid-Beveland   |                        |
| Velp          | Gelderland                   | Noord-Brabant            |                        |
| Zuidbroek     | Groningen                    | Zuid-Holland             |                        |

Noch existierende Gemeinden sind farblich unterlegt.

### Anzahl der Gemeinden
| Provinz                  | 1812 | 1820 | 1840 | 1860 | 1880 | 1900 | 1920 | 1940 | 1960 | 1980 | 2000 | 2011 | 2016 | 2021 |
| ------------------------ | ---- | ---- | ---- | ---- | ---- | ---- | ---- | ---- | ---- | ---- | ---- | ---- | ---- | ---- |
| Drenthe                  | 29   | 33   | 33   | 33   | 33   | 34   | 34   | 34   | 34   | 34   | 12   | 12   | 12   | 12   |
| Flevoland                |      |      |      |      |      |      |      |      |      |      | 6    | 6    | 6    | 6    |
| Friesland                | 93   | 43   | 43   | 43   | 43   | 43   | 43   | 42   | 44   | 44   | 31   | 27   | 24   | 18   |
| Gelderland               | 136  | 120  | 118  | 116  | 116  | 116  | 115  | 112  | 105  | 95   | 77   | 56   | 54   | 51   |
| Groningen                | 62   | 62   | 57   | 57   | 57   | 57   | 57   | 57   | 56   | 50   | 25   | 23   | 23   | 10   |
| Limburg                  | 125  | 126  | 125  | 125  | 124  | 123  | 121  | 121  | 110  | 104  | 54   | 33   | 33   | 31   |
| Noord-Brabant            | 189  | 189  | 185  | 185  | 184  | 184  | 179  | 152  | 141  | 131  | 70   | 67   | 66   | 61   |
| Noord-Holland            | 111  | 149  | 147  | 136  | 134  | 134  | 134  | 125  | 119  | 81   | 70   | 58   | 48   | 47   |
| Overijssel               | 52   | 62   | 62   | 61   | 61   | 61   | 60   | 54   | 53   | 47   | 44   | 25   | 25   | 25   |
| Utrecht                  | 56   | 97   | 92   | 72   | 72   | 72   | 72   | 71   | 58   | 48   | 36   | 26   | 26   | 26   |
| Zeeland                  | 143  | 117  | 116  | 113  | 111  | 109  | 109  | 106  | 101  | 30   | 17   | 13   | 13   | 13   |
| Zuid-Holland             | 148  | 251  | 241  | 197  | 192  | 188  | 186  | 179  | 169  | 144  | 95   | 72   | 60   | 52   |
| nicht eingeteilt         |      |      |      |      |      |      |      |      |      | 2    |      |      |      |      |
| Öffentliche Körperschaft |      |      |      |      |      |      |      | 1    | 4    | 1    |      | 3    | 3    | 3    |
| Niederlande              | 1144 | 1249 | 1219 | 1138 | 1127 | 1121 | 1110 | 1054 | 994  | 811  | 537  | 421  | 393  | 352  |

Die Zahlen geben jeweils den Stand am 1. Januar des angegebenen Jahres wieder. Für 1812 wurden die Zahlen der Départements, aus denen die Provinzen hervorgingen, angegeben.

### Größe der Gemeinden

#### Nach der Fläche kleinste und größte Gemeinden in den Provinzen
| Provinz       | Datum      | Anzahl der Gemeinden | Gemeinde mit der kleinsten Landoberfläche | Land- oberfläche in km2 | Gemeinde mit der größten Landoberfläche | Land- oberfläche in km2 |
| ------------- | ---------- | -------------------- | ----------------------------------------- | ----------------------- | --------------------------------------- | ----------------------- |
| Drenthe       | 01.01.1830 | 33                   | Meppel                                    | 10,59                   | Emmen                                   | 288,45                  |
| Drenthe       | 01.01.2011 | 12                   | Meppel                                    | 55,66                   | Midden-Drenthe                          | 340,98                  |
| Flevoland     | 01.01.2011 | 6                    | Urk                                       | 11,53                   | Noordoostpolder                         | 460,32                  |
| Friesland     | 01.01.1830 | 43                   | Dokkum                                    | 0,32                    | Opsterland                              | 230,58                  |
| Fryslân       | 01.01.2011 | 27                   | Harlingen                                 | 25,04                   | Súdwest-Fryslân                         | 432,20                  |
| Gelderland    | 01.01.1830 | 119                  | Hemmen                                    | 2,63                    | Apeldoorn                               | 339,53                  |
| Gelderland    | 01.01.2011 | 56                   | Westervoort                               | 7,09                    | Apeldoorn                               | 339,87                  |
| Groningen     | 01.01.1830 | 57                   | Nieuweschans                              | 7,73                    | Vlagtwedde                              | 154,77                  |
| Groningen     | 01.01.2011 | 23                   | Appingedam                                | 23,80                   | Oldambt                                 | 227,85                  |
| Limburg       | 01.01.1830 | 123                  | Valkenburg                                | 0,42                    | Venray                                  | 145,70                  |
| Limburg       | 01.01.2011 | 33                   | Simpelveld                                | 16,03                   | Horst aan de Maas                       | 188,60                  |
| Noord-Brabant | 01.01.1830 | 185                  | Ravenstein                                | 0,41                    | Deurne                                  | 103,29                  |
| Noord-Brabant | 01.01.2011 | 67                   | Waalre                                    | 22,44                   | Moerdijk                                | 159,10                  |
| Noord-Holland | 01.01.1830 | 148                  | Egmond aan Zee                            | 0,11                    | Texel                                   | 184,51                  |
| Noord-Holland | 01.01.2011 | 58                   | Bussum                                    | 8,04                    | Wieringermeer                           | 194,93                  |
| Overijssel    | 01.01.1830 | 62                   | Blokzijl                                  | 0,18                    | Ambt Ommen                              | 191,19                  |
| Overijssel    | 01.01.2011 | 25                   | Oldenzaal                                 | 21,59                   | Hardenberg                              | 312,85                  |
| Utrecht       | 01.01.1830 | 92                   | Portengen                                 | 0,87                    | Zeist                                   | 49,91                   |
| Utrecht       | 01.01.2011 | 26                   | Renswoude                                 | 18,43                   | Utrechtse Heuvelrug                     | 132,16                  |
| Zeeland       | 01.01.1830 | 117                  | Veere                                     | 1,56                    | Wissenkerke                             | 44,94                   |
| Zeeland       | 01.01.2011 | 13                   | Vlissingen                                | 34,15                   | Sluis                                   | 279,79                  |
| Zuid-Holland  | 01.01.1830 | 249                  | Cillaarshoek                              | 0,09                    | Strijen                                 | 54,83                   |
| Zuid-Holland  | 01.01.2011 | 72                   | Schoonhoven                               | 6,27                    | Rotterdam                               | 208,84                  |
| Niederlande   | 01.01.1830 | 1228                 | Cillaarshoek                              | 0,09                    | Apeldoorn                               | 339,53                  |
| Niederlande   | 01.01.2011 | 418                  | Schoonhoven                               | 6,27                    | Noordoostpolder                         | 460,32                  |

#### Nach der Einwohnerzahl kleinste Gemeinden in den Provinzen
Angegeben werden auch die durchschnittlichen Einwohnerzahlen pro Gemeinde in den Provinzen. Die Einwohnerzahl für das Jahr 2011 ist diejenige des Jahres 2010.

##### Drenthe
| Datum      | Anzahl der Gemein- den | Gemeinde mit der niedrigsten Einwohnerzahl | Einwoh- nerzahl | durch- schnittliche Einwoh- nerzahl |
| ---------- | ---------------------- | ------------------------------------------ | --------------- | ----------------------------------- |
| 01.01.1815 | 29                     | Odoorn                                     | 650             | 1.603                               |
| 01.01.1849 | 33                     | Oosterhesselen                             | 885             | 2.507                               |
| 01.01.1899 | 34                     | Nijeveen                                   | 1.257           | 4.369                               |
| 01.01.1947 | 34                     | Nijeveen                                   | 1.562           | 7.997                               |
| 01.01.2011 | 12                     | Westerveld                                 | 19.342          | 40.915                              |

##### Flevoland
| Datum      | Anzahl der Gemein- den | Gemeinde mit der niedrigsten Einwohnerzahl | Einwoh- nerzahl | durch- schnittliche Einwoh- nerzahl |
| ---------- | ---------------------- | ------------------------------------------ | --------------- | ----------------------------------- |
| 01.01.2011 | 6                      | Urk                                        | 18.310          | 64.647                              |

##### Friesland
2011: Fryslân
| Datum      | Anzahl der Gemein- den | Gemeinde mit der niedrigsten Einwohnerzahl | Einwoh- nerzahl | durch- schnittliche Einwoh- nerzahl |
| ---------- | ---------------------- | ------------------------------------------ | --------------- | ----------------------------------- |
| 01.01.1815 | 91                     | Wirdum                                     | 895             | 1.940                               |
| 01.01.1849 | 43                     | Stavoren                                   | 642             | 6.033                               |
| 01.01.1899 | 43                     | Schiermonnikoog                            | 700             | 7.913                               |
| 01.01.1947 | 44                     | Vlieland                                   | 629             | 10.440                              |
| 01.01.2011 | 27                     | Schiermonnikoog                            | 942             | 23.937                              |

##### Gelderland
| Datum      | Anzahl der Gemein- den | Gemeinde mit der niedrigsten Einwohnerzahl | Einwoh- nerzahl | durch- schnittliche Einwoh- nerzahl |
| ---------- | ---------------------- | ------------------------------------------ | --------------- | ----------------------------------- |
| 01.01.1815 | 141                    | Weurt                                      | 283             | 1.806                               |
| 01.01.1849 | 118                    | Loenen                                     | 117             | 3.039                               |
| 01.01.1899 | 116                    | Hemmen                                     | 214             | 4.884                               |
| 01.01.1947 | 112                    | Hemmen                                     | 205             | 9.180                               |
| 01.01.2011 | 56                     | Rozendaal                                  | 1.495           | 35.695                              |

##### Groningen
| Datum      | Anzahl der Gemein- den | Gemeinde mit der niedrigsten Einwohnerzahl | Einwoh- nerzahl | durch- schnittliche Einwoh- nerzahl |
| ---------- | ---------------------- | ------------------------------------------ | --------------- | ----------------------------------- |
| 01.01.1815 | 62                     | Nieuweschans                               | 692             | 2.188                               |
| 01.01.1849 | 57                     | Nieuweschans                               | 967             | 3.306                               |
| 01.01.1899 | 57                     | Oldekerk                                   | 1.275           | 5.256                               |
| 01.01.1947 | 57                     | Adorp                                      | 1.594           | 7.892                               |
| 01.01.2011 | 23                     | Ten Boer                                   | 7.427           | 25.072                              |

##### Limburg
| Datum      | Anzahl der Gemein- den | Gemeinde mit der niedrigsten Einwohnerzahl | Einwoh- nerzahl | durch- schnittliche Einwoh- nerzahl |
| ---------- | ---------------------- | ------------------------------------------ | --------------- | ----------------------------------- |
| 01.01.1815 | 125                    | Vaesrade                                   | 120             | 1.243                               |
| 01.01.1849 | 125                    | Rijckholt                                  | 200             | 1.624                               |
| 01.01.1899 | 123                    | Mesch                                      | 244             | 2.292                               |
| 01.01.1947 | 111                    | Bemelen                                    | 292             | 6.163                               |
| 01.01.2011 | 33                     | Mook en Middelaar                          | 8.049           | 34.021                              |

##### Noord-Brabant
| Datum      | Anzahl der Gemein- den | Gemeinde mit der niedrigsten Einwohnerzahl | Einwoh- nerzahl | durch- schnittliche Einwoh- nerzahl |
| ---------- | ---------------------- | ------------------------------------------ | --------------- | ----------------------------------- |
| 01.01.1815 | 177                    | Bokhoven                                   | 191             | 1.654                               |
| 01.01.1849 | 185                    | Bokhoven                                   | 220             | 2.143                               |
| 01.01.1899 | 184                    | Bokhoven                                   | 237             | 3.873                               |
| 01.01.1947 | 143                    | Giessen                                    | 619             | 8.253                               |
| 01.01.2011 | 67                     | Baarle-Nassau                              | 6.703           | 36.480                              |

##### Noord-Holland
| Datum      | Anzahl der Gemein- den | Gemeinde mit der niedrigsten Einwohnerzahl | Einwoh- nerzahl | durch- schnittliche Einwoh- nerzahl |
| ---------- | ---------------------- | ------------------------------------------ | --------------- | ----------------------------------- |
| 01.01.1815 | 105                    | Vlieland                                   | 551             | 3.400                               |
| 01.01.1849 | 145                    | Schardam                                   | 41              | 3.290                               |
| 01.01.1899 | 134                    | Katwoude                                   | 244             | 7.245                               |
| 01.01.1947 | 121                    | Katwoude                                   | 258             | 14.663                              |
| 01.01.2011 | 58                     | Katwoude                                   | 5.360           | 46.019                              |

##### Overijssel
| Datum      | Anzahl der Gemein- den | Gemeinde mit der niedrigsten Einwohnerzahl | Einwoh- nerzahl | durch- schnittliche Einwoh- nerzahl |
| ---------- | ---------------------- | ------------------------------------------ | --------------- | ----------------------------------- |
| 01.01.1815 | 52                     | Grafhorst                                  | 261             | 2.839                               |
| 01.01.1849 | 62                     | Blankenham                                 | 329             | 3.996                               |
| 01.01.1899 | 61                     | Blankenham                                 | 549             | 5.465                               |
| 01.01.1947 | 52                     | Blankenham                                 | 559             | 12.285                              |
| 01.01.2011 | 25                     | Staphorst                                  | 16.153          | 45.214                              |

##### Utrecht
| Datum      | Anzahl der Gemein- den | Gemeinde mit der niedrigsten Einwohnerzahl | Einwoh- nerzahl | durch- schnittliche Einwoh- nerzahl |
| ---------- | ---------------------- | ------------------------------------------ | --------------- | ----------------------------------- |
| 01.01.1815 | 55                     | Cothen                                     | 521             | 1.958                               |
| 01.01.1849 | 91                     | Portengen                                  | 58              | 1.660                               |
| 01.01.1899 | 72                     | Laag-Nieuwkoop                             | 402             | 3.487                               |
| 01.01.1947 | 67                     | Tull en ’t Waal                            | 495             | 8.202                               |
| 01.01.2011 | 26                     | Renswoude                                  | 4.602           | 46.958                              |

##### Zeeland
| Datum      | Anzahl der Gemein- den | Gemeinde mit der niedrigsten Einwohnerzahl | Einwoh- nerzahl | durch- schnittliche Einwoh- nerzahl |
| ---------- | ---------------------- | ------------------------------------------ | --------------- | ----------------------------------- |
| 01.01.1815 | 135                    | Oost- en Middelzwake                       | 42              | 834                                 |
| 01.01.1849 | 116                    | Gapinge                                    | 194             | 1.382                               |
| 01.01.1899 | 109                    | Serooskerke [Schouwen]                     | 321             | 1.984                               |
| 01.01.1947 | 101                    | Serooskerke [Schouwen]                     | 232             | 2.582                               |
| 01.01.2011 | 13                     | Noord-Beveland                             | 7.397           | 29.339                              |

##### Zuid-Holland
| Datum      | Anzahl der Gemein- den | Gemeinde mit der niedrigsten Einwohnerzahl | Einwoh- nerzahl | durch- schnittliche Einwoh- nerzahl |
| ---------- | ---------------------- | ------------------------------------------ | --------------- | ----------------------------------- |
| 01.01.1817 | 166                    | Wieldrecht                                 | 145             | 2.359                               |
| 01.01.1849 | 234                    | Tempel                                     | 0               | 2.408                               |
| 01.01.1899 | 188                    | Tienhoven                                  | 332             | 6.087                               |
| 01.01.1947 | 173                    | Peursum                                    | 370             | 16.671                              |
| 01.01.2011 | 72                     | Zoeterwoude                                | 8.118           | 48.689                              |

##### Niederlande
| Datum      | Anzahl der Gemein- den | Gemeinde mit der niedrigsten Einwohnerzahl | Einwoh- nerzahl | durch- schnittliche Einwoh- nerzahl |
| ---------- | ---------------------- | ------------------------------------------ | --------------- | ----------------------------------- |
| 01.01.1815 | 1.138                  | Oost- en Middelzwake                       | 42              | 1.914                               |
| 01.01.1849 | 1.209                  | Tempel                                     | 0               | 2.528                               |
| 01.01.1899 | 1.121                  | Hemmen                                     | 214             | 4.553                               |
| 01.01.1947 | 1.016                  | Bemelen                                    | 292             | 9.474                               |
| 01.01.2011 | 418                    | Schiermonnikoog                            | 997             | 39.653                              |

Die öffentlichen Körperschaften Bonaire, Saba und Sint Eustatius wurden nicht berücksichtigt.

## Quelle
- Repertorium der niederländischen Gemeinden 1812–2011 (PDF; 8,9 MB)